# (7146) Konradin
(7146) Konradin (3034 P-L) – planetoida z pasa głównego asteroid okrążająca Słońce w ciągu 5,22 lat w średniej odległości 3,01 j.a. Odkryta 24 września 1960 roku.